# Серый пиви
Серый пиви (лат. Contopus cinereus) — вид воробьиных птиц из семейства тиранновых (Tyrannidae). Выделяют два подвида. Распространены в  и Южной Америке.

## Описание
Длина птицы составляет 13—14,5 см, масса 10—15 г. Темя тёмно-оливково-коричневое, верхняя часть тела тёмно-оливково-серая. Горло и центральная часть груди беловатые, брюхо желтоватое, бока и грудь серовато-коричневые. Крылья тёмные с охристыми краями и двумя беловатыми полосками. Клюв чёрный, снизу у основания оранжевый, ноги чёрные. Виду не присущ половой диморфизм.

## Подвиды
Выделяют два подвида:
- Contopus cinereus pallescens (Hellmayr, 1927) — восточная и центральная Бразилия (от Мараньяна до Пернамбуку и Мату-Гросу-ду-Сул), северо-восточный Парагвай, восточная Боливия, северо-западная Аргентина (юг до Тукумана) и крайний юго-восток Перу;
- Contopus cinereus cinereus (Spix, 1825) — юго-восточный Парагвай, юго-восточная Бразилия (от юго-восточной Баии до Санта-Катарины) и северо-восточная Аргентина (Мисьонес).

## Среда обитания и биология
Серые пиви обитают на опушках влажных и сухих тропических лесов, на лужайках, в редколесьях и на плантациях. Встречаются преимущественно на высоте до 1500 м над уровнем моря. Часто присоединяются к смешанным стаям птиц. Питаются насекомыми, которых ловят в полете. Гнездо чашевидное, сделанное из мха и лишайников. Размещается на дереве, в развилке между ветвями, на высоте от 2 до 18 м над уровнем моря. В кладке 2—3 беловатых яйца, покрытых коричневыми и пурпурными пятнышками. Инкубационный период длится 15—16 дней.